# اماروارا
اماروارا (به انگلیسی: Amarwara) یک منطقهٔ مسکونی در هند است که در مادایا پرادش واقع شده‌است.

## خصوصیات
اماروارا ۱۲٬۰۲۵ نفر جمعیت دارد و ۷۹۶ متر بالاتر از سطح دریا واقع شده‌است.